# Friedrich Schreiber (Erzbischof)

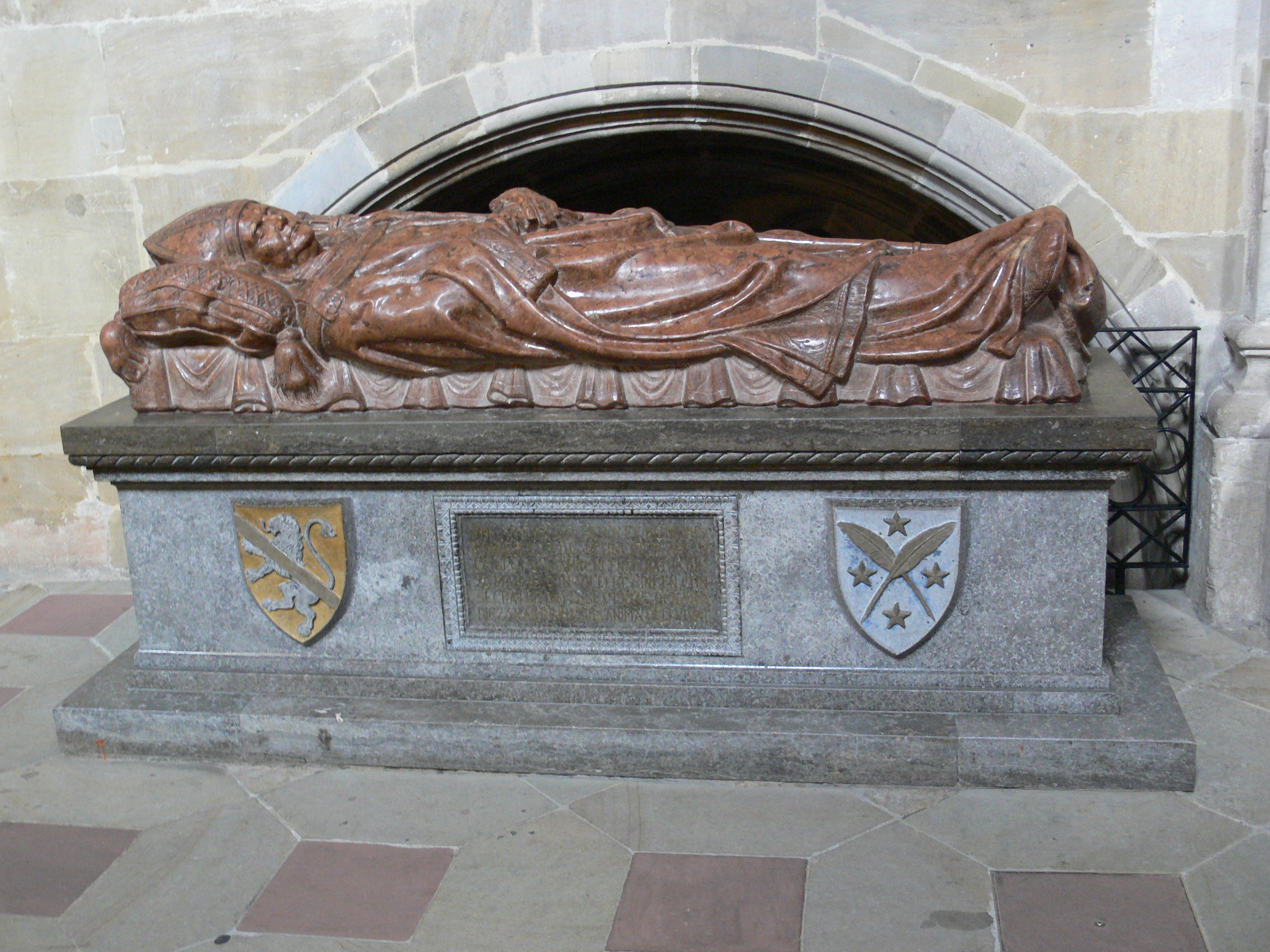
Grabtumba für Friedrich von Schreiber im Bamberger Dom

Joseph Friedrich Schreiber, seit 1875 Ritter Friedrich von Schreiber (* 23. Mai 1819 in Bissingen bei Dillingen an der Donau, Bayern; † 23. Mai 1890 in Bamberg) war ein deutscher römisch-katholischer Geistlicher und von 1875 bis 1890 Erzbischof von Bamberg.

## Leben
Friedrich Schreiber wurde als fünftes von neun Kindern des Herrschaftsgerichtssekretärs Anton Schreiber und seiner Ehefrau Marie Agnes, geb. Bosch, in Bissingen geboren. Nach dem Besuch der Volksschule wechselte Schreiber an die „Königliche Studienanstalt St. Stephan“ in Augsburg. Dort legte er im August 1838 das Gymnasial-Absolutorium ab. Schreiber studierte Theologie in München und ab Oktober 1841 in Dillingen an der Donau.
Am 10. Juni 1843 empfing er im Dom zu Augsburg das heilige Sakrament der Priesterweihe. Seine erste Stelle trat er im gleichen Jahr als Kaplan in Hohenwarth an. 1844 übernahm er mit Genehmigung des bischöflichen Ordinariats eine Stelle als Hauslehrer im Hause des Fürsten Karl zu Oettingen-Wallerstein.
Eine weitere Station war von 1852 bis 1859 die Führung des Pfarramtes in Ried bei Zusmarshausen, anschließend übernahm Schreiber bis 1870 die Pfarrei in Penzing und wirkte dann fünf Jahre in Engelbrechtsmünster bei Ingolstadt. In Penzing und Engelbrechtsmünster war Schreiber zusätzlich zur Seelsorge noch als Distriktsschulinspektor tätig. 
1867 wurde Schreiber von Ludwig II. mit dem Titel und dem Rang eines „Königlich geistigen Rates“ und 1873 mit dem Ritterkreuz I. Klasse des Verdienstordens vom Heiligen Michael ausgezeichnet. 1875 erfolgte die Ernennung zum Erzbischof von Bamberg. Die Bischofsweihe empfing Schreiber am 5. September 1875 durch den Erzbischof von München und Freising, Gregor von Scherr; Mitkonsekratoren waren der Bischof von Bistum Eichstätt, Franz Leopold von Leonrod und der Bischof von Würzburg, Johann Valentin von Reißmann.
Am 24. August 1875 verlieh ihm König Ludwig II. das Ritterkreuz des Verdienstordens der Bayerischen Krone, wodurch er in den persönlichen Adelsstand erhoben wurde. 
1887 gründete Schreiber mit Mitteln seines privaten Vermögens die „Friedrich von Schreiber'sche Stiftung“ als Träger der „Mariahilf-Anstalt für weibliche Dienstboten“. Die Anstalt wurde auf dem Bamberger Stephansberg gebaut. (Heute ist in den Räumen der Mariahilf-Anstalt die Berufsfachschule für Hauswirtschaft, Kinderpflege und Sozialpflege untergebracht; außerdem gehört das Altenheim „St. Kunigund“ zum Haus Mariahilf.)
1889 verlieh ihm die Stadt Bamberg das Ehrenbürgerrecht. Ein Jahr später starb der schwer herzkranke Schreiber und wurde in der Gruft im nördlichen Seitenschiff des Bamberger Domes beigesetzt. Das heutige im Dom von Bamberg zu sehende Grabmal des Erzbischofs stammt von 1920.

## Posthume Ehrungen
In Bissingen wurden eine Straße und der Kindergarten nach Friedrich von Schreiber benannt. Auch in Penzing und Bamberg gibt es eine nach dem Erzbischof benannte Straße.